# Як я руйнувала імперію
«Як я руйнувала імперію» — перша українська повість для підлітків про життя людей в останні роки існування Радянського союзу письменниці Зірки Мензатюк.
Книга вперше була надрукована 2014 року у «Видавництві Старого Лева». Вона стала чи не першою спробою українських письменників поговорити про тоталітаризм з дітьми. Твір був визнаний лідером літа в номінації «Дитяче свято» за версією «Книжка року 2014».

## Сюжет
Дія в повісті відбувається наприкінці 80-х років XX століття. Головна героїня — 13-літня київська школярка Яринка, яка приїжджає на літні канікули до своєї бабусі в село під Чернівцями. Тут дівчина знайомиться зі своїми ровесниками Півонею, Ігреком та Миколою. З цією «хуліганською» четвіркою трапляються різні кумедні пригоди. І разом з тим підлітки стають свідками важливих змін у державі, навіть подекуди намагаються сприяти їм. Проте бачимо й тих, які щиро вірять у радянську ідеологію. Наприклад, донька директора школи, зразкова піонерка Ніночка або черговий сільради на прізвисько Папа Запотіцький. Герої живуть у досить непростий час заборон, доносів, черг і дефіцитів, де необережність може призвести до негативних наслідків.

## Історія написання
Зірка Мензатюк стверджує, що задум написати цю повість виник ще задовго до подій Революції гідності, але вони пришвидшили процес і надихнули на ідею для обкладинки. Крім того, місцевість, описана у творі, має реальні прототипи. Авторка говорить, що буковинське село у книжці нагадує її рідні Мамаївці, а хата з кімнаткою на горищі — її батьківський дім.
Зірка Мензатюк називає повість найбільш «любовною» серед усіх її книжок. Тут ми бачимо кілька любовних ліній. Це зокрема любов дівчинки до своєї родини, до України та свободи. Дещо пізніше проявляється любов і до допитливої та відданої кішки Пуми. Це також історії першої закоханості та одруження Яринчиної тітоньки Орисі.

## Відгуки
Загалом науковці по-різному оцінюють твір Зірки Мензатюк. І. Старовойт наголошує, що розмова з дітьми про тоталітаризм має починатися в родині. Зокрема Яринка про так звану «гуманність» радянської системи дізнається з історій своєї сім'ї. Її дідусь сидів у в'язниці лише за те, що його друг був бандерівцем. У творі порушено теми Чорнобильської аварії, а також дитячої хвороби алопеції. Але з іншого боку спостерігаємо, як родина дівчини захоплюється мирним мітингом латишів, як створюються перші осередки Руху в Україні, куди вступає тітонька Орися.

## Видання
- Мензатюк З. З. Як я руйнувала імперію. Льв. : Вид-во Старого Лева, 2014. 272 с. 978-617-67-90-56-3.[1]
- Мензатюк З. З. Як я руйнувала імперію. К. : Знання, 2020. 223 с. 978-617-07-0747-5.[7]